# Тахиаритмия
Тахиаритмия — это патологически быстрый сердечный ритм (обычно от 100 до 400 ударов в минуту — либо в верхних камерах сердца (фибрилляция предсердий) или в нижних (фибрилляция желудочков)).
Причины тахиаритмии
1. Заболевания сердца, такие, как высокое кровяное давление, заболевание коронарных артерий (атеросклероз), заболевания клапанов сердца, сердечная недостаточность, кардиомиопатия, опухоли и инфекции.
2. Другие заболевания, например заболевания щитовидной железы, некоторые заболевания лёгких, электролитический дисбаланс, а также злоупотребление алкоголем и наркотиками.

Виды тахиаритмий: тахиаритмии происходят в случае, когда импульс сокращающий сердечную мышцу поступает раньше, чем предполагает нормальный сердечный ритм. Тахиаритмии могут начинаться в верхних или нижних сердечных камерах.
Лечение тахиаритмий зависит от их типа. Врачи-специалисты смогут определить тип аритмий и определить методы их лечения.